# Procópio Cardoso
Procópio Cardoso Neto (ur. 21 marca 1939 w Salinas) – brazylijski piłkarz i trener, występujący na pozycji środkowego obrońcy.

## Kariera klubowa
Karierę piłkarską Procópio Cardoso rozpoczął w klubie Renascença Belo Horizonte w 1958. W latach 1959–1961 występował w Cruzeiro EC. Z Cruzeiro trzykrotnie zdobył mistrzostwo stanu Minas Gerais – Campeonato Mineiro w 1959, 1960 i 1961. W latach 1961–1962 występował w São Paulo FC. W 1962 powrócił do Belo Horizonte do Atlético Mineiro. Z Atlético Mineiro zdobył mistrzostwo stanu Minas Gerais w 1962 roku. Po odejściu z Atlético Mineiro w 1963 roku Procópio występował w krótko w Canto do Rio Niterói, po czym zasilił Fluminense FC. Z Fluminense zdobył mistrzostwo stanu Rio de Janeiro – Campeonato Carioca w 1964 roku. W latach 1965–1966 występował w SE Palmeiras, z którym zdobył Taça Brasil w 1966. W 1966 powrócił do Cruzeiro EC, w którym zakończył karierę w 1974 roku. Z Cruzeiro zdobył trzykrotnie mistrzostwo stanu Minas Gerais w 1967, 1968 i 1973 roku. W barwach Cruzeiro 28 listopada 1973 w przegranym 1-3 meczu z CR Vasco da Gama Procópio zadebiutował w lidze brazylijskiej. Ostatni raz w lidze wystąpił 3 lipca 1974 w wygranym 4-1 meczu z Paysandu SC. Ogółem w lidze brazylijskiej wystąpił w 31 spotkaniach i strzelił 1 bramkę.

## Kariera reprezentacyjna
W reprezentacji Brazylii Procópio Cardoso zadebiutował 3 marca 1963 w zremisowanym 2-2 towarzyskim meczu z reprezentacją Paragwaju. W tym samym roku uczestniczył w Copa América 1963, na której Brazylia zajęła czwarte miejsce. Procópio na turnieju wystąpił we wszystkich sześciu meczach z Peru, Kolumbią, Paragwajem, Argentyną, Ekwadorem i Boliwią. Ostatnim raz w reprezentacji wystąpił 11 sierpnia 1968 w wygranym 3-2 towarzyskim meczu z reprezentacją Argentyny. Ogółem w reprezentacji wystąpił 10 razy.

## Kariera trenerska
Po zakończeniu kariery piłkarskiej Procópio Cardoso został trenerem. W latach 1979–1981 prowadził Atlético Mineiro, z którym zdobył wicemistrzostwo Brazylii 1980 oraz dwukrotnie mistrzostwo stanu Minas Gerais w 1979 i 1980 roku. W latach 80. pracował głównie w krajach arabskich. Z Al-Sadd zdobył mistrzostwo Kataru w 1987 oraz Puchar Emira Kataru w 1986 roku. W latach 1987–1989 był selekcjonerem reprezentacji Kataru. W 1989 roku powrócił do Brazylii i prowadził Fluminense FC i Grêmio Porto Alegre. Potem powrócił na Bliski Wschód i prowadził Ettifaq FC. W 1992 roku prowadził Atlético Mineiro, z którym zdobył Copa CONMEBOL 1992. W 1993 roku prowadził Goiás EC a w 1994 SC Internacional. W latach 1995–1996 po raz kolejny prowadził Atlético Mineiro, z którym awansował do finału Copa CONMEBOL 1995. Później prowadził EC Bahia. W końcu lat dziewięćdziesiątych Procópio prowadził kluby na Bliskim Wschodzie. W latach 2003 oraz 2004–2005 prowadził Atlético Mineiro. Karierę trenerską zakończył Américe Belo Horizonte w 2008 roku.